# Ed Motta
Eduardo "Ed" Motta (født Rio de Janeiro, 17. August 1971) er en brasiliansk MB, rock, soul, funk og jazzmusiker.
Siden midten af 80'erne har den brasilianske sanger og multimusiker Ed Motta leveret livsglade kompositioner, der trækker tråde til en smeltedigel af genrer. Genrer, der dog altid krydres med et personligt touch fra mesteren med den imponerende flair for at få musikken til at swinge
Ed Motta blev født i Rio de Janeiro i 1971 som nevø til sangeren og komponisten Tim Maia – manden bag den brasilianske soulmusik. Han voksede op mellem stakkevis af plader, hvilket har givet ham et meget bredt musikalsk udsigtspunkt. Han har været vist omkring genremæssigt – blandt de mest oplagte genrer kan nævnes: soul-funk, pop-rock, disco, jazz, amerikanske standarder og over til mere eksotiske og løsslupne genrer som bossanova, reggae, samba og carioca/ballroom.
Han albumdebuterede som en del af gruppen Conexao Japeri i 1988. Efter et par udgivelser blev det dog klart, at talentet var ment til en solokarriere. Første soloalbum, den poppede jazzplade Entre e Ouca, udkom i 1992 og gav smag for en international karriere. Han rykkede derfor teltpælene op og flyttede til New York med sin kone og begyndte at bevæge sig i retning af klassisk musik, amerikanske standarder og Hollywood soundtracks.
Tilbage i Brasilien (omkring 1997) fortsatte han karrieren – hovedsageligt med soundtracks – der nu gik i retning af MPB – fællesbetegnelsen for populære brasilianske (danse)genrer som bossanova, samba, choro og carioca.
Senest har Ed Motta udgivet albummet Aystelum i 2006.

## Diskografi

### Albums
- 1988: Ed Motta E Conexao Japeri
- 1997: Manual Practico Para Festas
- 2000: As Segunda Intencoes
- 2003: Poptical
- 2006: Aystelum